# Буздалін Сергій Феоктистович
Сергій Феоктистович Буздалін (нар. 5 липня 1892, село Митрофаново, тепер Калузька область, Росія — розстріляний 5 грудня 1937) — український радянський державний і політичний діяч. Член ЦК КП(б)У в травні 1924 — червні 1930 р.

## Біографія
Народився в селі Митрофаново Бабичівської волості Калузької губернії у селянській родині.
Після закінчення сільської школи (1904) розпочав трудову діяльність на різних підприємствах. Працював робітником меблевої фабрики у Москві та Петербурзі, де у 1914 році вступив до РСДРП(б).
У 1915 році вибирався головою Спілки деревообробників Москви, а у грудні 1915 — січні 1916 року — головою Спілки деревообробників Петрограду. У 1916 році перебрався до Харкова, займався революційною діяльністю.
У березні — грудні 1917 року — член президії Харківської ради робітничих і солдатських депутатів, член Харківського комітету РСДРП(б). З липня 1917 року — гласний Харківської міської думи. У 1917 — квітні 1918 року — голова Харківського комітету РСДРП(б).
У грудні 1917 — квітні 1918 року — голова виконавчого комітету Харківської ради робітничих і солдатських депутатів.
У квітні — жовтні 1918 року — інструктор відділу управління Народного комісаріату внутрішніх справ РРФСР.
У жовтні 1918 — лютому 1919 року — голова виконавчого комітету Курської губернської ради.
У лютому — квітні 1919 року — голова Харківського революційного трибуналу, у квітні — травні 1919 року — голова Харківського губернського революційного трибуналу, завідувач Харківського губернського відділу юстиції та член Президії виконавчого комітету Харківської губернської ради.
У червні — серпні 1919 року — член Надзвичайного революційного трибуналу Донецького басейну, у серпні 1919 — січні 1920 року — голова революційного військового трибуналу 13-ї армії РСЧА.
У січні — червні 1920 року — голова Таганрозького окружного військово-революційного комітету. У червні — серпні 1920 року — завідувач Донецького губернського відділу управління.
У вересні — жовтні 1920 року — голова Чернігівського губернського революційного комітету. У жовтні — грудні 1920 року — голова виконавчого комітету Чернігівської губернської ради. Член ВУЦВК.
У січні 1921 року працював уповноваженим виконавчого комітету Донецької губернської ради в містах Таганріг та Маріуполь. У січні — травні 1921 року — заступник голови виконавчого комітету Донецької губернської ради. Одночасно, у лютому — травні 1921 року — голова Донецького губернського революційного трибуналу.
У травні — липні 1921 року — член Колегії Народного комісаріату юстиції УСРР. У липні 1921 — лютому 1922 року — народний комісар юстиції УСРР. У лютому — березні 1922 року — член Колегії Народного комісаріату юстиції УСРР.
У березні 1922 — березні 1923 року — голова Верховного революційного трибуналу УСРР.
У березні 1923 — січні 1924 року — Голова Верховного Суду УСРР. Одночасно, у 1922 — серпні 1923 року — виконувач обов'язків (заступник) секретаря Всеукраїнського Центрального Виконавчого Комітету (ВУЦВК).
У жовтні 1923 — січні 1924 року — заступник народного комісара внутрішніх справ УСРР. У січні — березні 1924 року — в. о. народного комісара внутрішніх справ УСРР.
У лютому 1924 — червні 1925 року — голова Київської губернської ради професійних спілок. У червні — серпні 1925 року — голова Харківської губернської ради професійних спілок. У серпні — жовтні 1925 року — голова Харківської окружної ради професійних спілок.
У 1925 році закінчив Вищі партійні курси при ЦК КП(б)У.
У жовтні 1925 — квітні 1927 року — відповідальний секретар Журавлівського районного комітету КП(б)У міста Харкова.
У квітні 1927 — грудні 1928 року — голова виконавчого комітету Харківської окружної ради.
У січні 1929 — березні 1930 року — голова виконавчого комітету Пензенської окружної ради.
У березні 1930 — березні 1932 року — прокурор Середньо-Волзького краю.
У квітні 1932 — грудні 1933 року — заступник директора заводу імені Серго Орджонікідзе міста Кольчугіно Івановської промислової області. У січні 1934 — червні 1936 року — директор заводу № 135 Головного управління авіаційної промисловості Народного комісаріату важкої промисловості у місті Харкові. У 1936 — серпні 1937 року — директор швейної фабрики імені Тинякова у місті Харкові.
17 серпня 1937 — заарештований за звинуваченням у зраді партії та її керівництва і 5 грудня 1937 року засуджений до вищої міри покарання. 31 жовтня 1956 року кримінальну справу закрили за відсутністю складу злочину.